# فيصل (حي)
حي فيصل، هو إحدى التقسيمات الداخلية لمدينة السويس في محافظة السويس، جمهورية مصر العربية.